# Parowan
Parowan je správní město okresu Iron County ve státě Utah v USA. K roku 2010 zde žilo 2 790 obyvatel. S celkovou rozlohou 15,1 km² byla hustota zalidnění 169,6 obyvatel na km².